# Větruše
Větruše är en kulle i Tjeckien.   Den ligger i regionen Ústí nad Labem, i den nordvästra delen av landet, 70 km norr om huvudstaden Prag. Toppen på Větruše är 228 meter över havet.
Terrängen runt Větruše är huvudsakligen kuperad, men västerut är den platt.Runt Větruše är det mycket tätbefolkat, med 1 018 invånare per kvadratkilometer. Närmaste större samhälle är Ústí nad Labem, 0,81 km nordväst om Větruše. Runt Větruše är det i huvudsak tätbebyggt.